# Кинахівці

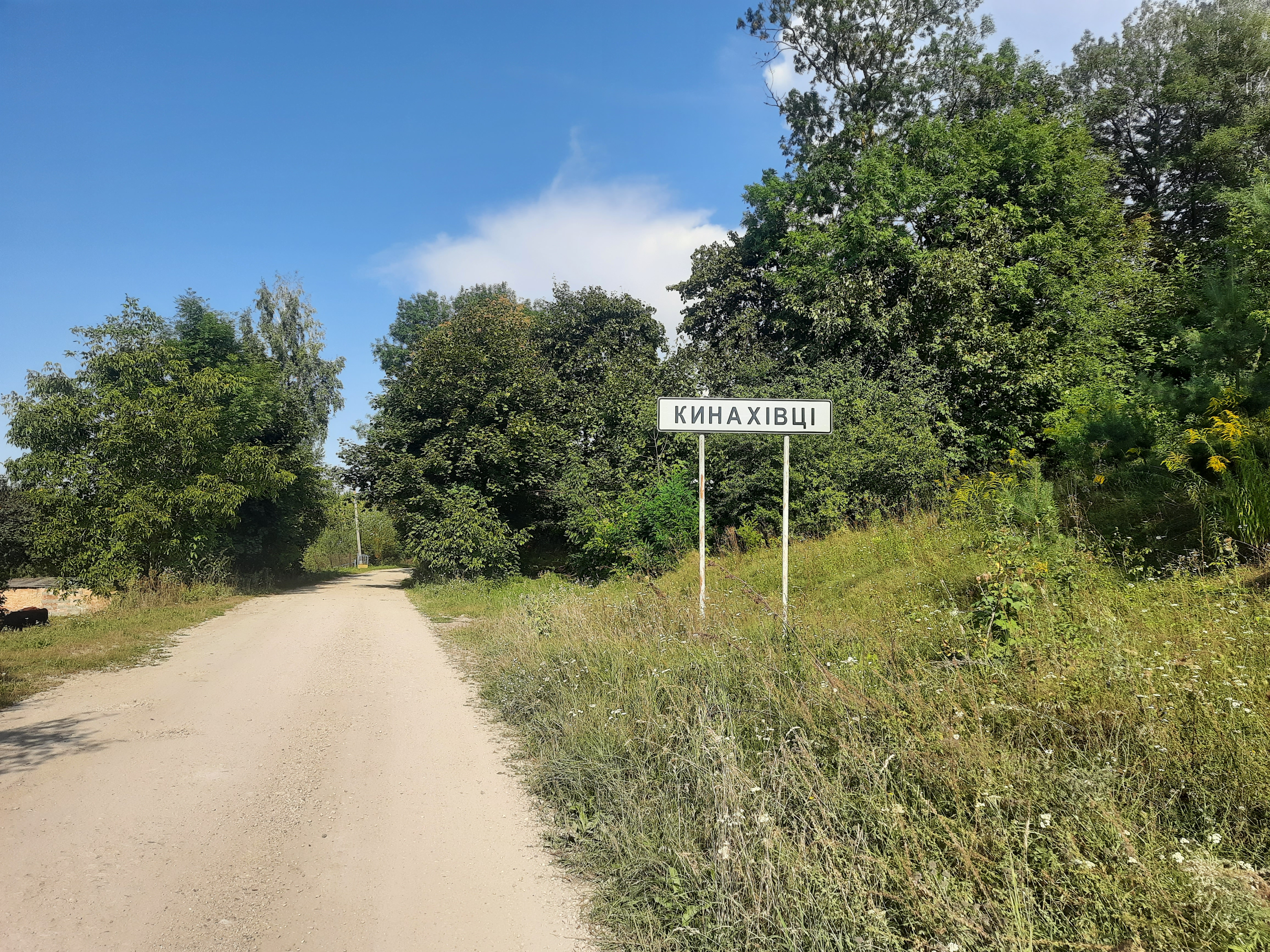
Дорожній знак при в'їзді в село

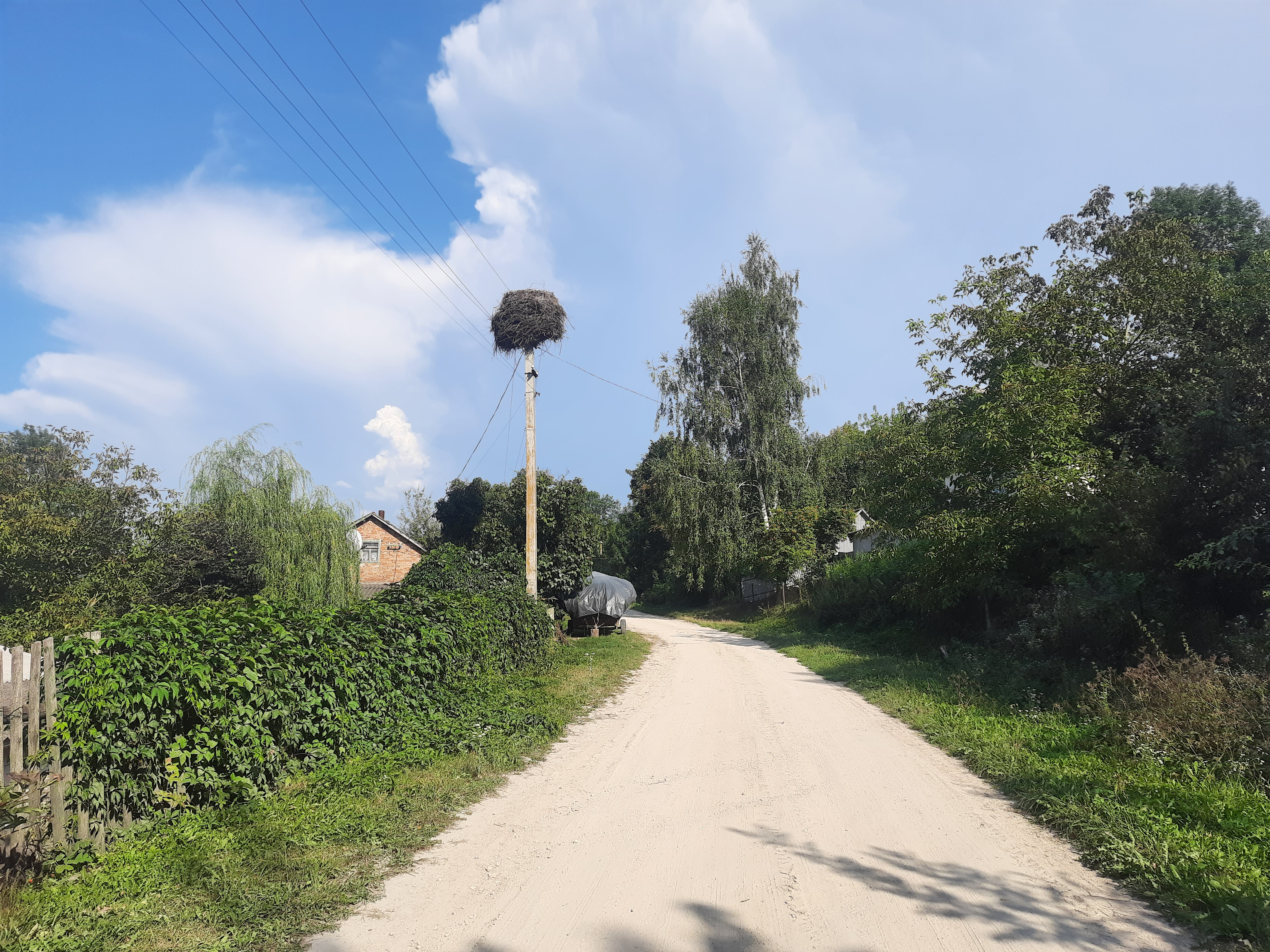
Сільська вулиця

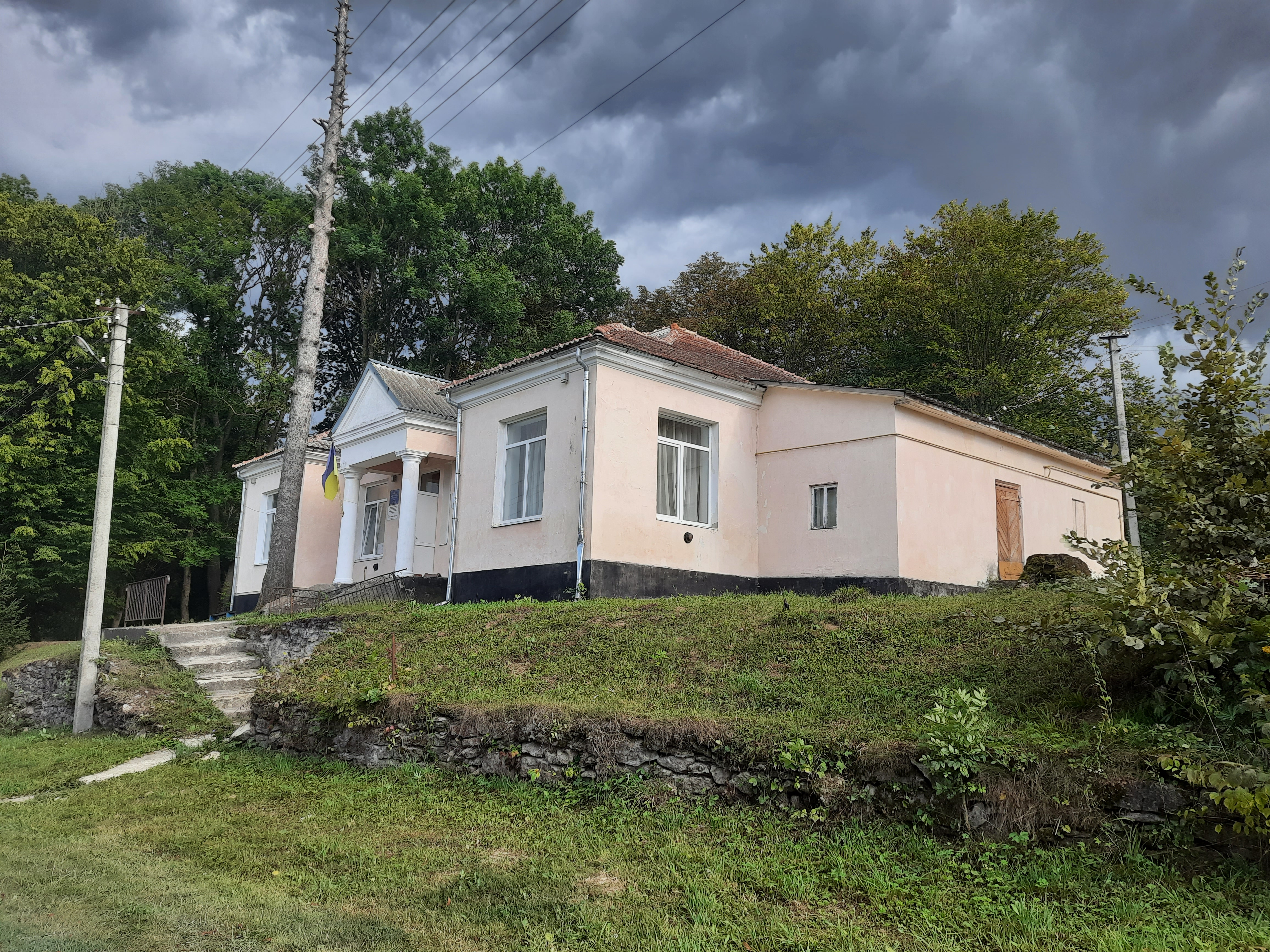
Будинок культури

Ки́нахівці — село в Україні, у Вишнівецькій селищній громаді Кременецького району Тернопільської області.
Село підпорядковувалося Старовишнівецькій сільраді. Від вересня 2015 року ввійшло у склад Вишнівецької селищної громади. До Кинахівців приєднано хутори Драби, Дульський.

## Географія
Кинахівці розташовані на річці Горині на півдні району, за 3 км від смт Вишнівця,  та 50 км від обласного центру.
Сусідні населені пункти:
У селі є свердловина № 1 «Д», з якої видобувається мінеральна гідрокарбонатна натрієва природна вода.

## Клімат
У селі Кінахівці вологий континентальний клімат. Протягом року випадає значна кількість опадів. Температура в середньому 7,3 °C. Середньорічна норма опадів — 607 мм.
| Клімат Кинахівцях         | Клімат Кинахівцях | Клімат Кинахівцях | Клімат Кинахівцях | Клімат Кинахівцях | Клімат Кинахівцях | Клімат Кинахівцях | Клімат Кинахівцях | Клімат Кинахівцях | Клімат Кинахівцях | Клімат Кинахівцях | Клімат Кинахівцях | Клімат Кинахівцях | Клімат Кинахівцях |
| Показник                  | Січ.              | Лют.              | Бер.              | Квіт.             | Трав.             | Черв.             | Лип.              | Серп.             | Вер.              | Жовт.             | Лист.             | Груд.             | Рік               |
| Середній максимум, °C     | −1,9              | −0,7              | 4,1               | 12,7              | 18,9              | 22,4              | 23,6              | 22,8              | 18,4              | 12,3              | 5,3               | 0,2               |                   |
| Середня температура, °C   | −4,9              | −3,8              | 0,4               | 7,8               | 13,5              | 17,1              | 18,3              | 17,4              | 13,3              | 8                 | 2,5               | −2,3              | 7,3               |
| Середній мінімум, °C      | −7,9              | −6,8              | −3,2              | 2,9               | 8,1               | 11,8              | 13,1              | 12,1              | 8,3               | 3,7               | −0,3              | −4,8              |                   |
| Норма опадів, мм          | 32                | 29                | 28                | 44                | 68                | 83                | 90                | 66                | 56                | 37                | 36                | 38                | 607               |
| ------------------------- | ----------------- | ----------------- | ----------------- | ----------------- | ----------------- | ----------------- | ----------------- | ----------------- | ----------------- | ----------------- | ----------------- | ----------------- | ----------------- |
| Джерело: Climate-data.org |                   |                   |                   |                   |                   |                   |                   |                   |                   |                   |                   |                   |                   |

## Історія
На 1936 рік село входило до ґміни Вишневець Кременецького повіту.
У 1967 році було закінчено повну електрифікацію та радіофікацію села Кинахівці.
У 2000 році в колгоспі імені Крупської (голова колгоспу В. І. Лук'янець) створено цех з виробництва мінеральної води. Перша назва води «Росинка», друга «Вишнівецька». В цеху працювало сім робітників. Валовий випуск води в середньому щомісячно становив 80-100 тисяч пляшок.
12 червня 2020 року, відповідно до Розпорядження Кабінету Міністрів України від  № 724-р «Про визначення адміністративних центрів та затвердження територій територіальних громад Тернопільської області», село увійшло до складу Вишнівецької селищної громади.
19 липня 2020 року, в результаті адміністративно-територіальної реформи та ліквідації Збаразького району, село увійшло до складу новоутвореного Кременецького району.

## Релігія
У селі є церква святого Петра і Павла (1991—1995; мурована), «фігура». Храм знаходиться на пагорбі недалеко від центру села.
26 квітня 2009 року, близько третьої ранку в неділю, обвалилися дві опорні стіни та частина даху. Будівлю зруйновано було на 75 %. Зруйноване було майже все церковне майно.
На початку 2017 року значна частина парафіян вирішила вийти з УПЦ (МП) і перейти до УПЦ КП. Перші збори, на яких були присутні 56 парафіян (всього парафіян є 223) відбулися 23 лютого 2017 року. Разом зі старостою села обійшли всі хати. Під час «сільського референдуму» щодо бажання змінити юрисдикцію, зі 143 осіб, які взяли в ньому участь, 123 висловилися «за», 12 — «проти», 6 утрималися, а 2 написали «На все Божа воля». Підтримку переходу оголосив «Правий Сектор Тернопільщини», також підтримку висловив секретар Збаразької міської ради Роман Напованець.
4 березня 2017 року відбулися другі збори за участю 68 місцевих парафіян, які підтвердили намір увійти до УПЦ КП. При цьому вони запевнили, що не мають наміру займати храм, а тільки перереєструвати статут громади. 10 квітня 2017 відбулося засідання Збаразького районного суду, під час якого було вирішено зобов'язати правоохоронні органи внести скаргу громади УПЦ МП до Єдиного реєстру досудових розслідувань.
Розпорядженням голови Тернопільської обласної державної адміністрації № 277-од від 15 травня 2017 зареєстровано статут релігійної організації «„Парафія святих апостолів Петра і Павла“ села Кинахівці Збаразького району Тернопільської області Тернопільської єпархії Української православної церкви Київського патріархату». Увечері 15 травня 2017 у храмі провели перше Богослужіння, на яке мешканці Кинахівців запросили п'ятьох священиків на чолі з благочинним із Вишнівця о. Святославом Шевцем. У свою чергу, настоятель громади УПЦ МП заявив, що оригінал попереднього статуту не вилучили та не ліквідували, отже після цього в селі фактично діють два статутні документи релігійних громад. З боку УПЦ МП підготовлений позов до суду, а парафіяни апелюють до того, що нові господарі храму нібито не цікавитимуться його станом.
У неділю 21 травня віряни Київського патріархату, попри намагання прихильників Московського патріархату не допустити передачі храму, таки відзначили входження в храм, яке очолив архієпископ Тернопільський і Кременецький Нестор з почтом священиків. Натомість парафіяни УПЦ МП перенесли з цього дня богослужіння у приватне помешкання.

## Пам'ятники
Споруджено пам'ятник воїнам-односельцям, полеглим у німецько-радянській війні (1969).

## Соціальна сфера
У селі діє медпункт, бібліотека, клуб.
Бібліотека була заснована у 1948 році як хата-читальня. У 1953 році хату-читальню перейменовано в бібліотеку. Бібліотечний фонд тоді налічував 200 книг. Завідувачем у той час був Михайло Семенович Казновецький.
У 1958 році бібліотеку перенесено в новозбудоване приміщення клубу. Завідувачкою бібліотекою тоді працювала Неоніла Федорівна Нагорна. 1985 року бібліотеку переведено в приміщення Кинахівецької початкової школи.

## Господарство
У селі знаходиться завод з виробництва безалкогольних напоїв. Завод виготовляє мінеральну воду ТМ «Вишнівецька» та безалкогольні напої ТМ «Каньйон».

## Населення
Населення — 336 осіб (2001).

## Відомі люди

### Народилися
- Володимир Магльона  (1990—2015) —український військовик,  солдат ЗСУ, учасник російсько-української війни.
- Леонід Ситник (нар. 1954) — літератор.
- Хомяк Назар(нар. 2005)- агроном